# Stilo

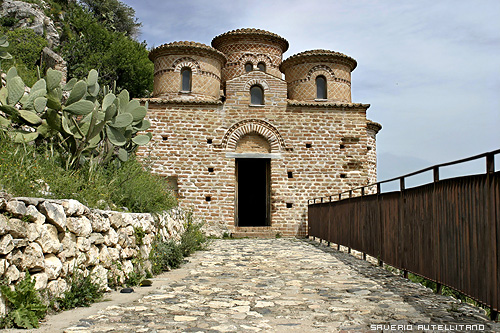
"La Cattolica"

Stilo este o comună din provincia Reggio Calabria, regiunea Calabria, Italia, cu o populație de 2.344 locuitori (1 ianuarie 2023) și o suprafață de 78,11 km².

## Personalități

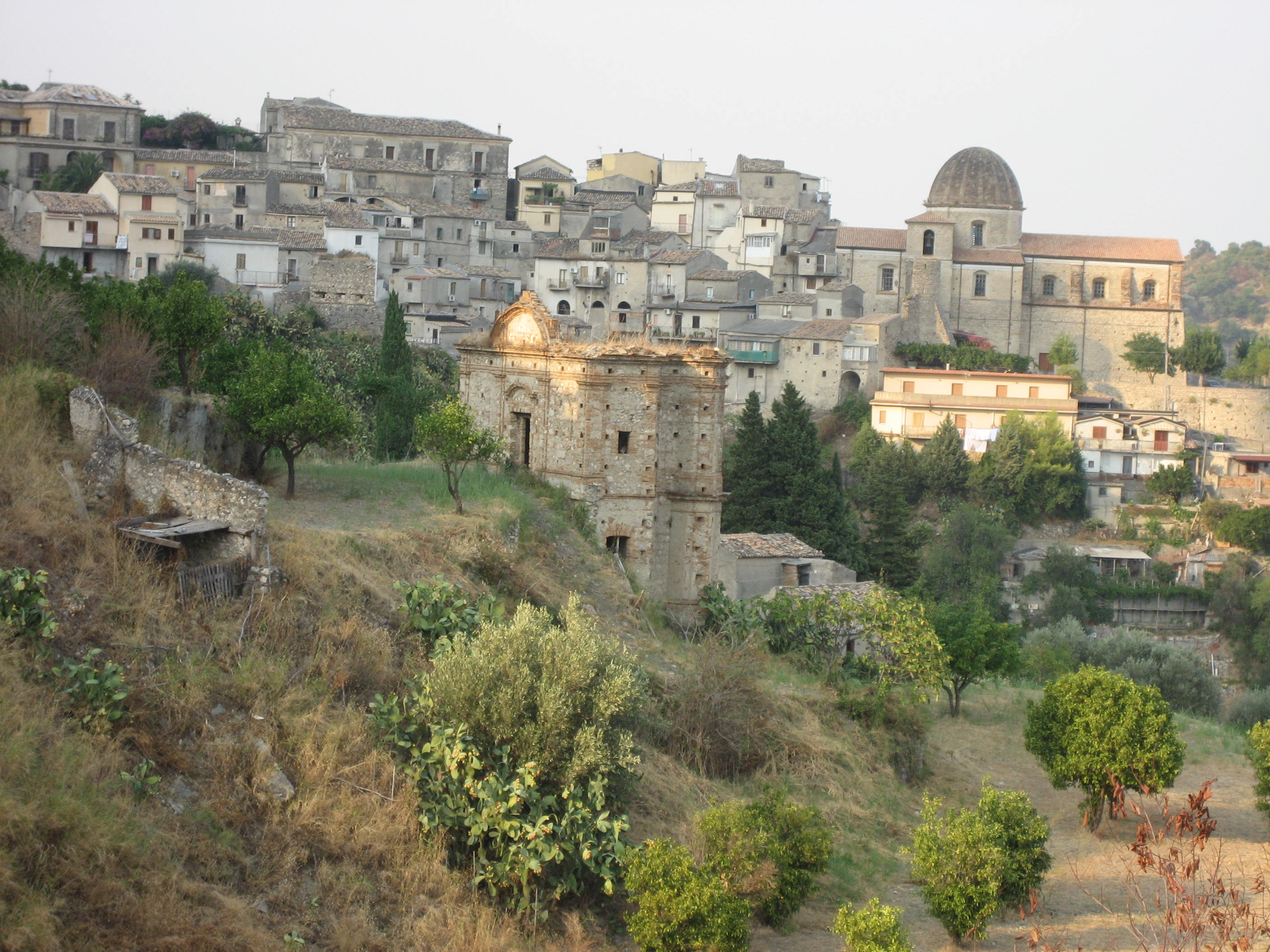
Stilo

- Tommaso Campanella, filosof.

## Demografie
Stilo - evoluția demografică

|  | Graficele sunt indisponibile din cauza unor probleme tehnice. Mai multe informații se găsesc la Phabricator și la wiki-ul MediaWiki. |

Date: Recensăminte sau birourile de statistică - grafică realizată de Wikipedia